# Mainzer Stadtdrucker
Der Mainzer Stadtdrucker ist ein Preis der Landeshauptstadt Mainz. Der seit 1988 alle zwei Jahre im Gutenberg-Museum verliehen wird. Mit dem Preis sollen Grafiker, Pressendrucker und Typografen geehrt werden, die sich in besonderem Maße um die Weiterentwicklung verschiedener Aspekte der Druckgrafik verdient gemacht haben. Maßgabe ist ein Mainz-Bezug der Bewerber, die entweder ihren Wohnsitz oder ihr Atelier in Mainz oder der unmittelbaren Umgebung haben. Der Ausgezeichnete erhält ein Preisgeld in Höhe von 6.000 Euro und ist mit einer Einzelausstellung im Museum verbunden. Des Weiteren verpflichtet sich der Preisträger, mindestens einmal, eine „Woche des Stadtdruckers“ im Druckladen des Museums durchzuführen und Druckvorführungen zu zeigen. Er soll außerdem eine neue Grafik oder eine Folge (Mappe) für die Stadt Mainz herstellen.
Mit der Würdigung möchte die Stadt Mainz an eine der größten Erfindungen der Menschheit erinnern, die in Mainz ihren Anfang genommen hat – an die Erfindung der Druckens mit beweglichen Lettern durch Johannes Gutenberg.
Das unabhängige Preisgericht setzt sich aus dem Kulturdezernenten als Vorsitzenden, dem Direktor des Gutenberg-Museums, einem Vertreter der Johannes Gutenberg-Universität Mainz, Fachbereich Bildende Kunst, einem Vertreter der Hochschule Mainz, ein angesehener auswärtiger Grafiker und ein Fachjournalist (die beiden letzteren werden vom Gutenberg-Museum vorgeschlagen und vom Oberbürgermeister berufen) zusammen.

## Liste der Mainzer Stadtdrucker
1. 1988: Karlheinz Oswald
2. 1989: Robert Schwarz
3. 1990: Michaela Karch
4. 1991: Volker Pape
5. 1992: Markus Guthörl
6. 1993: Alfonso Mannella
7. 1994: Bettina van Haaren
8. 1995: Michael Rausch
9. 1996/97 Beate Emde *
10. 1998: Heike Negenborn; Radierung von Plexiglas auf Nessel
11. 2000: Claus Laubscher
12. 2002: Barbara Beisinghoff
13. 2004: Nikola Jaensch
14. 2006: Katharina Fischborn
15. 2008: Nikolas Hönig
16. 2010: Philipp Hennevogl; Linolschnitt
17. 2012: Sandra Heinz[2]
18. 2014: Angela Glajcar
19. 2016: Franca Bartholomäi
20. 2018: Tobias Gellscheid
21. 2020: Veronika Weingärtner

- Vergabe des Preises ab 1988 jährlich, ab 1996  nachfolgend für 2 Jahre